# Särvskollan
Särvskollan är en tektonisk enhet inom den mellersta skollberggrunden i den svenska delen av Kaledoniderna, d.v.s. fjällkedjan.